# Presa del Rosarito
Presa del Rosarito är en ort i Mexiko.   Den ligger i kommunen Valparaíso och delstaten Zacatecas, i den centrala delen av landet, 600 km nordväst om huvudstaden Mexico City. Presa del Rosarito ligger 1 780 meter över havet och antalet invånare är 116.
Terrängen runt Presa del Rosarito är kuperad. Runt Presa del Rosarito är det mycket glesbefolkat, med 5 invånare per kvadratkilometer. Närmaste större samhälle är Huejuquilla, 17,8 km norr om Presa del Rosarito. I omgivningarna runt Presa del Rosarito växer huvudsakligen savannskog.